# Ecopack
Ecopack Ghimbav Brașov este o companie producătoare de carton ondulat și ambalaje din carton ondulat din România.
Acționarul majoritar este compania elvețian Kameran Financial AG, care deține 93,62% din capitalul societății.
Titlurile Ecopack Ghimbav se tranzacționează la categoria de bază a pieței Rasdaq, secțiunea XMBS, sub simbolul AMCP.
Ecopack Ghimbav este acționar majoritar al producătorului de hârtie și celuloză Celhart Donaris, la care deține 88,10% din acțiuni.
Ecopack Ghimbav face parte din grupul Ecopack, din care mai fac parte Celhart Donaris și Ecopaper Zărnești.
Grupul este controlat de fostul acționar dinamovist Vladimir Cohn, care mai este acționar direct la companiile Melody, Industrial Engineering și Romcarton.
În anul 2014, fabrica avea o capacitate de producție de aproximativ 100 milioane mp de carton ondulat pe an.
Cifra de afaceri:
- 2008: 78,6 milioane lei (21,3 milioane euro)[1]
- 2007: 70 milioane lei[1]
- 2004: 18,1 milioane euro[5]

Venit net:
- 2008: 3 milioane lei (812.500 euro)[1]
- 2007: 1,5 milioane lei[1]